# Varpen
Varpen är en sjö i Bollnäs kommun i Hälsingland och ingår i Ljusnans huvudavrinningsområde. Sjön är 13 meter djup, har en yta på 7,73 kvadratkilometer och befinner sig 51 meter över havet. Sjön är cirka 10 km lång. Vid norra änden av sjön ligger Bollnäs. Den genomflyts av Ljusnan. Ljusnans biflöde Voxnan mynnar i sjön.

## Delavrinningsområde
Varpen ingår i delavrinningsområde (680103-153568) som SMHI kallar för Utloppet av Varpen. Medelhöjden är 94 meter över havet och ytan är 39,79 kvadratkilometer. Räknas de 2006 avrinningsområdena uppströms in blir den ackumulerade arean 19 048,88 kvadratkilometer. Avrinningsområdets utflöde Ljusnan mynnar i havet. Avrinningsområdet består mestadels av skog (52 procent) och jordbruk (12 procent). Avrinningsområdet har 7,68 kvadratkilometer vattenytor vilket ger det en sjöprocent på 19,3 procent. Bebyggelsen i området täcker en yta av 2,78 kvadratkilometer eller 7 procent av avrinningsområdet.